# Salis (famiglia)
I Salis sono una famiglia patrizia svizzera originaria di Soglio in Val Bregaglia nel Cantone dei Grigioni.

## Storia
Un certo ser Rodolfus de Salice de Solio è il primo esponente della famiglia ad essere menzionato in un documento. Egli compare in diversi atti relativi al periodo 1285-1293 e morì a Soglio nella primavera del 1300. È stata ipotizzata una sua discendenza dalla famiglia patrizia comasca dei Salici, attestata sin dal 1202. In qualità di ministeriales e vassalli al servizio del principe-vescovo di Chur i Salis espansero notevolmente la loro influenza nella Val Bregaglia e in Valtellina. Dai Salis si svilupparono due linee distinte, aventi quali capostipiti rispettivamente Johannes e Gubertus.
Le principali cariche pubbliche dei Grigioni, quali la posizione di podestà della Val Bregaglia, quella di governatore della Valtellina e la presidenza della Repubblica delle Tre Leghe, furono spesso occupate da esponenti della famiglia Salis, in particolare della linea di Gubertus. All'apice della loro potenza la famiglia possedeva a vario titolo i castelli di Castelmur, Neu-Süns, Rietberg, Campell, Wynegg, Elgg, Sulzberg, estendendo i loro domini sino in Franconia con i castelli di Wiesentfels e Lobenstein. In seguito all'abolizione del potere temporale vescovile con l'approvazione degli articoli di Ilanz nello Stato delle Tre Leghe, i Salis emersero accanto ai Planta come la famiglia più influente nella regione. In seguito alla conquista della Valtellina da parte delle Tre Leghe nel 1512 le due famiglie si spartirono i principali uffici del territorio.
Con l'intensificarsi della lotta tra gli Asburgo e la Francia nei Grigioni che sarebbe culminata nei Torbidi grigionesi, entrambe le parti in conflitto cercarono di assicurarsi l'appoggio dei potentati locali. I Salis entrarono nella coalizione franco-veneziana, acquisendo notevole peso negli affari della regione, con diversi esponenti della famiglia in posizioni di spicco. Tra questi Friedrich von Salis-Samedan (1512-1570) colonnello e rappresentante diplomatico a Venezia e Ulysses von Salis (1594-1674) ufficiale al servizio francese per 27 anni, poi maresciallo di campo di Luigi XIII. Egli acquistò nel 1635 il castello di Marschlins, trasformandolo in una magnifica dimora.
Nel 1582, 1588, 1632 e nel 1766 i membri dei rami di Grüsch, Marschlins, Maienfeld, Seewis, e Soglio della linea di Gubertus ottennero il titolo di baroni dell'Impero. Nel 1694 e nel 1748 vennero elevati a conti dell'Impero, venendo riconosciuto il titolo comitale anche in Francia nel 1777. Nel 1815 acquisirono il titolo di jonkheer; nel 1822 quello di barone nei Paesi Bassi e in Prussia, con l'autorizzazione di aggiungere il nome del lignaggio nel predicato. Per quanto riguarda la linea di Johannes, i Salis-Samedan ricevettero nel 1913 il titolo di barone (Freiherr) dell'Impero austro-ungarico.

## Esponenti della famiglia
- Rodolfo di Salis (?-1515), condottiero morto nella battaglia di Marignano[1]
- Friedrich von Salis-Samedan (1512-1570), colonnello e rappresentante diplomatico a Venezia
- Ulysses von Salis (1594-1674), militare al servizio della Francia e landamano
- Hans Wolf Freiherr von Salis (1597-1640), militare
- Franz Simon Fidelis Rudolf von Salis (1777-1845), militare
- Ulysses von Salis-Marschlins (1728-1800), politico
- Carl Ulysses von Salis-Marschlins (1760-1818), politico e giornalista
- Jakob Arnold von Salis (1847-1923), teologo della chiesa riformata svizzera
- Arnold von Salis (1881-1958), archeologo
- Daniel von Salis-Soglio (1826-1919), militare
- Hortensia von Salis-Maienfeld, anche nota come Hortensia Gugelberg von Moos (1659-1715), scrittrice
- Jean Rudolf von Salis (1901-1996), storico
- Johann Gaudenz Dietegen von Salis-Seewis (1825-1886), avvocato e politico
- Johann Gaudenz von Salis-Seewis (1762-1834), poeta
- Johann Ulrich von Salis-Soglio (1790-1874), militare
- Ulysses Anton von Salis-Soglio (1792-1848), militare
- Ulisse Salis (1819-1893), patriota e protagonista del Risorgimento
- Meta von Salis (1855-1929), storica
- Carl Albert von Salis-Soglio (1886-1941), pittore
- Johann Ulrich von Salis-Seewis (1862-1940), militare
- Guido von Salis (1932), attore